# Mikrokosmos (film)
Mikrokosmos (v originále Microcosmos : Le Peuple de l'herbe) je koprodukční dokumentární film z roku 1996, který režírovali Claude Nuridsany a Marie Pérennou. Ukazuje přirozené procesy v životě hmyzu na louce ve Francii.

## Děj
Film zblízka sleduje činnost včel, berušek, hlemýžďů, pavouků, mravenců, komárů aj. při jejich krmení, páření, lovu, boji nebo líhnutí.
Setkáním v úrovni očí, které se děje pomocí extrémních makro záběrů, zpomalených záběrů a vysokorychlostních záběrů, se divák dostává do známého světa zcela novým způsobem.

## Místa natáčení
- Hory a jezera u Lévézou, departement Aveyron
- Salles-la-Source, department Aveyron

## Ocenění
- César: nejlepší kamera (Thierry Machado, Hugues Ryffel, Claude Nuridsany a Marie Pérennou), nejlepší střih (Florence Ricard a Marie-Josèphe Yoyotte), nejlepší filmová hudba (Bruno Coulais), za nejlepší zvuk (Philippe Barbeau, Bernard Leroux a Laurent Quaglio); nominace v kategoriích nejlepší film (Claude Nuridsany, Marie Pérennou) a nejlepší filmový debut. Jacques Perrin, vypravěč a jeden z producentů filmu, byl oceněn jako nejlepší producent mimo filmovou kategorii.
- Filmový festival v Cannes: Velká cena za techniku „mimo soutěž“ (Claude Nuridsany a Marie Pérennou)
- Film Fest Gent: Cena George Delerue (Bruno Coulais)